# Rainer Ahrendt
Rainer Willi Hans Ahrendt (* 13. April 1950 in Neustrelitz) ist ein deutscher Architekt und Fotograf.

## Leben und Wirken
Rainer Ahrendt ist Sohn einer Fachverkäuferin und eines Kraftfahrers/Schlossers. Er wuchs zunächst in dem Dorf Blumenholz bei Neustrelitz auf, wo seine Großeltern zusammen mit seinen Eltern als Neusiedler eine Bauernwirtschaft aufgebaut hatten. Da der Großvater nicht bereit war, einer LPG beizutreten, zog die gesamte Familie 1954 nach Neustrelitz um. Dort wurde Rainer Ahrendt 1956 eingeschult und machte 1968 an der Clara-Zetkin-Oberschule sein Abitur.
Nach dem 18-monatigen Grundwehrdienst bei der NVA in Fünfeichen (Neubrandenburg) studierte Ahrendt von 1970 bis 1974 an der Technischen Universität Dresden Architektur. Mit dem Abschluss als Diplom-Architekt war er danach bis 1978 in Ost-Berlin im Institut für Städtebau und Architektur der Bauakademie der DDR tätig und dort unter anderem für die Planung des gesellschaftlichen Zentrums im Experimentalwohngebiet Magdeburg-Olvenstedt verantwortlich.
Nebenberuflich wirkte er während dieser Zeit als Architekt für den Oktoberklubkeller im Haus der jungen Talente (HdjT) und entwickelte ein neuartiges multifunktionales modulares Ausstellungssystems, das von DDR-Seite 1978 bei den XI. Weltfestspiele der Jugend und Studenten in Kuba zum Einsatz kam, wo Ahrendt auch Gestaltung und Aufbau der Präsentation in der Kunsthochschule von Havanna betreute.
Seit Beginn seiner beruflichen Laufbahn fotografiert Ahrendt in Berlin-Mitte und Prenzlauer Berg. Seine Vorliebe sind architektonische Sujets, Giebel, Fassaden, Plätze und Schattenwürfe von Gebäuden.
Nach seiner Kündigung bei der Bauakademie wollte er als selbstständiger Ausstellungsarchitekt arbeiten. Diese freiberufliche Tätigkeit wurde ihm aber nicht erlaubt, so dass er von 1979 bis 1984 eine Anstellung als Ausstellungsarchitekt bei der DEWAG Berlin wählte, wo ihm die Konzeption und Gestaltung vieler internationale Messen und Ausstellungen oblag; einschließlich der Entwurfs-Planung von Großveranstaltungen, wie zum Beispiel im Jahr 1982 der Arbeiterfestspiele in Neubrandenburg.
Nach einer einjährigen postgradualen Qualifikation für architekturbezogene künstlerische Gestaltung im Direktstudium 1984/1985 an der Hochschule für Bildende Künste Dresden unter Hochschullehrern wie Gerhard Bondzin und Rudolf Sitte arbeitete Rainer Ahrendt von 1986 bis 1987 als Bereichsleiter für Ausstellungsrealisierung im Zentrum für Kunstausstellungen der DDR und bekam 1987 endlich die Genehmigung, fortan als freischaffender Ausstellungsgestalter tätig sein zu können.
In dieser Eigenschaft realisierte er umfangreiche Aufträge der Staatliche Museen zu Berlin – so zum Beispiel für die Ausstellungen Berlin-Moskau, Mode im Wandel der Zeit, 200 Jahre Kunst in Berlin, Positionen–Bildende Kunst DDR-BRD oder Weggefährten–Zeitgenossen. Im Jahr 1988 beauftragte ihn die DEWAG als Chefarchitekt für die – wie sich zeigen sollte – letzte große DDR-Präsentation 40 Jahre DDR-Hauptstadt Berlin vom 1. bis 20. Juni 1989 auf dem Allunions-Messegelände in Moskau-Ostankino.
Nach dem Fall der Mauer betrieb Ahrendt zusammen mit einem befreundeten Kollegen ein kleines Architektur- und Gestaltungs-Büro in der Stargarder Straße in Berlin-Prenzlauer Berg. Nach diversen kleineren Aufträgen, folgte ein Vertrag mit AVEGA Entwurf und Baugenehmigungen für Einfamilienhäuser in Berlin Brandenburg und der Kontakt zu einem Darmstädter Bauherren (u. a. der Wella-AG) für den Rainer Ahrendt als Architekt für Wohnobjekte in Berlin-Mitte tätig wird. Die wirtschaftliche Eigenständigkeit nutzte Ahrendt für die Profilierung seines in den 1970er Jahren begonnenen Wirkens als Fotograf sowie, um sich mit Unterstützung befreundeter bildender Künstlern wie Max Stock und Ursula Strozynski Tiefdrucktechniken anzueignen – Verfahren, die er für Fotografien als auch Handzeichnungen bis in den Bereich von Prägedrucken fortentwickelte.
Seit 2010 widmet sich Ahrendt immer stärker der bildkünstlerischen Arbeit und präsentierte seine im Sinne von grafischer Fotografie kreierten Arbeiten in verschiedenen Ausstellungen. Oftmals in Kombination mit Grafiken von Ursula Strozynski. Neben der Architektursujets prägen auch Fotoporträts von Künstlern – wie zum Beispiel Horst Bartnig, Klaus Breuing, Heinz Brinkmann, Werner Buhss, Manfred Kiedorf, Oskar Manigk, Monika Meiser, Klaus Roenspieß, Max Stock u. v. a. das fotografische Werk Ahrendts.

## Mitgliedschaften
- 1975: Bund der Architekten der DDR
- 1990: Architektenkammer Berlin

## Ausstellungen seiner fotografischen Arbeiten
Einzelausstellungen Fotografie
- 2008: Grafische Fotografie, Galerie kunst a bunt, Berlin
- 2014: Café Canapé, Berlin
- 2015: Museum für Fotografie, Görlitz
- 2020: Cornelsen Verlag, Berlin
- 2020: Fotografik, Kulturquartier Mecklenburg-Strelitz, Neustrelitz[4]
- 2020: Galerie Budissin (zus. mit U. Strozynski)
- 2023: St. Spiritus, Soziokulturelles Zentrum Greifswald
- 2024–2025:  Design Klassiker Weißensee

Ausstellungsbeteiligung Fotografie
- 2009: Galerie F 92, Berlin
- 2010: Berlin Carré
- 2012: Kunstverein Wiligrad bei Schwerin
- 2013: Schlosskapelle Remplin
- 2013: Galerie Wollhalle, Güstrow
- 2014: TRILOGIE´15: Zwischen Schatz und Insel, Kunsthalle Wittenhagen (zus.m. U. Strozynski, Ulrike Hogrebe, Marco Flierl, M. Stock)
- 2015: Jahresrückblick XV, Druckgraphik-Atelier, Berlin-Prenzlauer Berg
- 2015: Galerie F 92, Berlin
- 2015: Stadtbad Oderberger Straße, Berlin
- 2017/2018: Zwischen Palast und Gasometer, Museum Pankow, Berlin (zus. mit U. Strozynski)
- 2017: Galerie Arosita, Sofia
- 2017/2018: Vasarely Museum, Budapest
- 2018: Galerie Roy, Kunnersdorf
- 2019: 50 Jahre Fernsehturm, Berlin
- 2020 Kulturquartier Neustrelitz
- 2023 Soziokulturelles Zentrum St. Spiritus, Greifswald
- 2024 Design-Klassiker-Weißensee, Berlin

Fotos in Sammlungen
- 2018: Robert-Havemann-Gesellschaft; 3.000 Negative, Motive von 1980 bis Anfang 1990er Jahre
- 2018: Museum Pankow, Berlin
- 2018: Stiftung Bauhaus Dessau
- 2019: Kulturquartier Mecklenburg-Strelitz, Neustrelitz
- 2023: DDR Bildarchiv